# Luca Wackermann
Luca Wackermann (Rho, Itália, 13 de março de 1992) é um ciclista profissional italiano. Actualmente corre para a equipa ProTeam Vini Zabù-KTM.
Em 2012 integrou-se à equipa Lampre como aprendiz onde esteve até 2014. Ao ano seguinte alinhou pela equipa Neri Sottoli.

## Palmarés
- 2016
- Tour de la Wilaya d'Oran, mais 2 etapas
- Tour de Blida, mais 2 etapas
- Tour de Annaba, mais 1 etapa
  - 1 etapa do Tour do Azerbaijão

- 2018
  - 1 etapa do Tour de Limusino[2]

- 2020
- Tour de Limusino, mais 1 etapa

## Resultados em Grandes Voltas
| Corrida | Corrida         | 2013 | 2014 | 2015 | 2016 | 2017 | 2018 | 2019 | 2020 |
| ------- | --------------- | ---- | ---- | ---- | ---- | ---- | ---- | ---- | ---- |
|         | Giro d'Italia   | —    | —    | —    | —    | —    | —    | —    | Ab.  |
|         | Tour de France  | —    | —    | —    | —    | —    | —    | —    | —    |
|         | Volta a Espanha | —    | —    | —    | —    | —    | —    | —    | —    |

—: não participa

Ab.: abandono

## Equipas
- Lampre (2012-2014)
  - Lampre-ISD (2012)[3]
  - Lampre-Merida (2013-2014)
- Neri Sottoli (2015)
- Al Nasr-Dubai (2016)
- Bardiani CSF (2017-07.2019)
- Vini Zabù-KTM (2020)